# 岩藤理恵
岩藤 理恵（いわふじ りえ、1981年1月14日 - ）は、静岡県出身の日本の柔道家。57kg級の選手。身長163cm。組み手は左組み。得意技は内股、大外刈。

## 経歴
柔道は13歳の時に滝井道場で始めた。長田西中学から静岡商業高校へ進むが、2年の時に出場した全国高校選手権63kg級でベスト16にとどまるなど、この当時は大きな実績を上げていない。1999年に住友海上へ入社してから力を付け始めて、2003年の講道館杯57kg級では決勝で会社の2年先輩である茂木仙子に敗れるも2位となった。青島国際では2位、福岡国際では3位に入った。また、この年から実業個人選手権で3連覇を果たした。2004年の選抜体重別では決勝で茂木を破って優勝を飾った。しかしながら、アテネオリンピック代表候補には過去の実績で上回る福岡県警の日下部基栄が選ばれた(この時点ではこの階級のみオリンピック出場権を獲得していなかったが、5月のアジア選手権で日下部が3位に入り出場権を獲得した)。福岡国際では決勝で愛媛女子短大2年の宇高菜絵に敗れて2位にとどまった。2005年の講道館杯では決勝で筑波大学4年の佐藤愛子に敗れて2位だった。2006年の選抜体重別では決勝で了徳寺学園職員の佐藤を破って、今大会2年ぶり2度目の優勝を飾った。東アジア選手権と講道館杯では3位だった。

## 主な戦績
- 2002年 - 実業個人選手権 3位
- 2003年 - 実業個人選手権 優勝
- 2003年 - 講道館杯 2位
- 2003年 - 青島国際 2位
- 2003年 - 福岡国際 3位
- 2004年 - 選抜体重別 優勝
- 2004年 - 実業個人選手権 優勝
- 2004年 - アメリカ国際 3位
- 2004年 - 講道館杯 3位
- 2004年 - 福岡国際 2位
- 2005年 - 実業個人選手権 優勝
- 2005年 - 講道館杯 2位
- 2006年 - 選抜体重別 優勝
- 2006年 - 東アジア選手権 個人戦 3位 団体戦 2位
- 2006年 - 講道館杯 3位

(出典、JudoInside.com)